# 2019년 상무 피닉스 야구단 시즌
2019년 상무 피닉스 야구단 시즌은 상무 야구단이 KBO 퓨처스리그에 참가한 19번째 시즌이다. 박치왕 감독이 팀을 이끌었다. 팀은 남부리그 6팀 중 1위에 올라 8년 연속으로 리그 우승을 차지했으며, 전체 11팀 중 승률 1위를 기록했다.

## 타이틀
- 아시아 윈터 베이스볼 리그 국가대표: 박치왕(감독), 박종호(코치), 이윤재(코치), 조재호(코치), 이승호(코치), 지재옥(코치), 박성모, 이도현, 최민준, 김재현, 박성한, 양석환, 조수행, 심창민, 이승관, 정동윤, 권정웅, 도태훈, 이재율, 홍현빈
- 타율: 강한울 (0.395)
- 출장(타자): 조수행 (94)
- 타석: 양석환 (386)
- 타수: 양석환 (347)
- 득점: 조수행 (64)
- 안타: 도태훈 (99)
- 2루타: 양석환 (27)
- 3루타: 조수행 (11)
- 홈런: 양석환 (13)
- 타점: 양석환 (68)
- 도루: 조수행 (40)
- 볼넷: 도태훈 (54)
- 출루율: 강한울 (0.456)
- 평균자책점: 김유신 (2.25)
- 다승: 김유신, 김정인 (12)
- 세이브: 심창민 (21)
- 승률: 김정인 (0.923)
- 이닝: 김정인 (112)
- 탈삼진: 김유신 (100)
- 최소 피안타: 김유신 (71)
- 남부리그 최소 실점: 김유신 (30)
- 남부리그 최소 자책점: 김유신 (25)

## 선수단
- 선발투수: 김정인, 김유신, 최민준, 정동윤
- 구원투수: 남하준, 이도현, 강동호, 이승관, 김찬호, 김유영, 박성모, 조성훈, 김사윤
- 마무리투수: 심창민
- 포수: 권정웅, 김재현
- 내야수: 양석환, 도태훈, 박성한, 강한울
- 외야수: 조수행, 이재율, 김재유, 홍현빈

## 같이 보기
- 2020년 상무 피닉스 야구단 시즌